# Свищевский, Дмитрий Тимофеевич
Дмитрий Тимофеевич Свищевский (1840—1922) — российский инженер-генерал, участник Туркестанских походов, член Военного совета Российской империи.

## Биография
Родился 11 февраля 1840 года в Херсонской губернии, происходил из потомственных дворян Каменец-Подольской губернии, сын командира Кременчугского пехотного полка полковника Тимофея Ивановича Свищевского. Образование получил в 1-м кадетском корпусе, из которого выпущен 16 июня 1859 года прапорщиком в лейб-гвардии Павловский полк с прикомандированием к Николаевской инженерной академии.
В 1861—1863 годах Свищевский был командирован на Кавказ, где состоял в 6-м резервном батальоне Самурского пехотного полка и принимал участие в походах против горцев, 6 декабря 1863 года произведён в поручики. По возвращении продолжил обучение в Николаевской инженерной академии, по окончании которой по 1-му разряду 12 августа 1865 года был назначен в 2-й сапёрный Кавказский батальон и вскоре командирован в Туркестан.
В начале 1866 года Свищевский был переведён в Оренбургскую (впоследствии Туркестанскую) сапёрную роту и назначен состоять в распоряжении военного губернатора и командующего войсками в Туркестанской области. В том же году принял участие в кампании против Бухарского и Кокандского ханств, отличился в мае при осаде Ходжента; в рапорте генерала Романовского о штурме этого города сказано: «о поручике же Свищевском начальник колонны полковник Краевский отзывается с особенной похвалой».
2 октября 1866 года Свищевский назначен командиром Оренбургской сапёрной роты и в том же месяце вновь отличился: при осаде и последующем штурме Ура-Тюбе он обустраивал артиллерийские батареи, а вслед за тем устроил минный подкоп под стены крепости Яны-Курган и находился при штурме Джизака. За взятие Джизака он был награждён золотой саблей с надписью «За храбрость». В том же году он за боевые отличия был произведён в штабс-капитаны (со старшинством от 27 июля 1866 года).

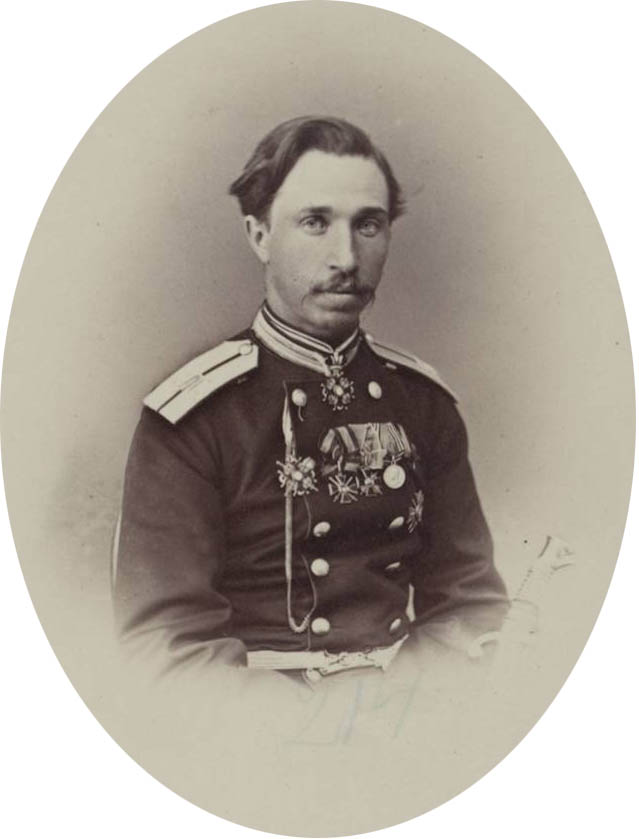
Капитан Д. Т. Свищевский
(фото 1872 года).

В 1868 году Свищевский вновь принял участие в походе против бухарского эмира, который привёл к окончательному замирению Бухарского ханства, за отличия в этой кампании он был произведён в капитаны (со старшинством от 24 октября 1868 года).
Продолжая службу в войсках Туркестанского военного округа, Свищевский 25 декабря 1872 года был произведён в подполковники и в 1873 году в рядах Туркестанского отряда совершил кампанию против Хивинского ханства. Во время службы в Туркестане Свищевский руководил устройством водопроводов в европейской части Ташкента а также занимался исправлением существующих и строительством новых дорог в крае.
Произведённый 25 декабря 1875 года в полковники Свищевский тогда же был назначен командиром 5-го сапёрного батальона, во главе которого он в 1877—1878 годах сражался с турками на Балканах. Во время этой кампании Свищевский руководил проводом мостовых конструкций и принадлежностей из Слатины к Дунаю и Зимнице, отличился при наведении моста под огнём турок через Дунай у Никополя; за это дело его батальону были пожалованы Георгиевские трубы. В декабре 1877 года руководил работами по укреплению Шипкинской позиции, за что получил Монаршее благоволение.
17 августа 1888 года Свищевский был произведён в генерал-майоры и назначен начальником 2-й сапёрной бригады, 14 мая 1896 года получил чин генерал-лейтенанта. 23 февраля 1898 года назначен постоянным членом Инженерного комитета Главного инженерного управления, с 19 марта того же года являлся одновременно инспектором инженерных войск. 29 апреля 1906 года был назначен постоянным членом Комитета по образованию войск с оставлением в прежних должностях. С 7 августа 1909 года состоял в распоряжении военного министра, а 13 октября 1909 года назначен членом Военного вовета. 6 декабря того же года произведён в инженер-генералы.
1 января 1916 года Свищевский за истечением установленного законом шестилетнего срока пребывания в составе Военного совета был уволен в отставку с мундиром и пенсией. Скончался в 1922 году.

## Семья
Брат Ипполит — кавалерийский офицер, сын Константин — капитан лейб-гвардии Финляндского полка, скончался в начале 1910-х годов.
Женат на дочери тайного советника Марии Евсеевне урождённой Саханской. Их дети:
- Константин (16 мая 1870 — апрель 1911)
- Дмитрий Дмитриевич Свищевский (14 октября 1876 — февраль 1942) — депутат Ленсовета, руководитель «Краснопутилстроя», главный инженер завода «Красный Путиловец», умер в Ленинграде во время блокады.
- Мария (22 декабря 1880 — 1940).

## Награды
Среди прочих наград Свищевский имел ордена:
- Орден Святого Станислава 3-й степени (1863 год)
- Орден Святой Анны 4-й степени (1866 год)
- Орден Святой Анны 3-й степени с мечами и бантом (1867 год)
- Орден Святого Станислава 2-й степени с мечами (1867 год, императорская корона к этому ордену пожалована в 1870 году)
- Орден Святого Владимира 4-й степени с мечами и бантом (1867 год)
- Золотая сабля с надписью «За храбрость» (22 декабря 1867 года)[1]
- Орден Святой Анны 2-й степени с императорской короной и мечами (1873 год)
- Орден Святого Владимира 3-й степени с мечами (1877 год)
- Орден Святого Станислава 1-й степени (1891 год)
- Орден Святой Анны 1-й степени (6 декабря 1894 года)
- Орден Святого Владимира 2-й степени (6 декабря 1899 года)
- Орден Белого орла (6 декабря 1904 года)
- Орден Святого Александра Невского (16 июня 1909 года, алмазные знаки к этому ордену пожалованы 22 марта 1915 года)
- Персидский орден Золотой Звезды с алмазами (1901 год)